# 大分鉄道事業部
大分鉄道事業部（おおいたてつどうじぎょうぶ）とは、大分県大分市の大分駅構内にあった九州旅客鉄道（JR九州）の事業部の一つ。大分支社の管轄であった。
豊肥久大鉄道事業部の統合以来、最終的には大分支社管内全区間が管轄対象となったこともあり、2022年4月の組織改正で支社本体に機能を統合する形で廃止された。本稿では本事業部廃止以降の大分支社の現業機関も含めて記載する。

## 歴史
- 1912年（大正元年）12月 - 国有鉄道豊州本線大分駅に隣接する大分機関庫として5700形蒸気機関車7両の配置で開設。
- 1936年（昭和11年）9月1日 - 全国の機関庫呼称変更により大分機関区に改称。九州内縦断横断鉄路の要衝として蒸気機関車配置数は九州内での第4位となる36両。日豊本線の優等列車用にC51形4両配置。その後、その役割はC55形に交代。
- 1960年（昭和35年）3月9日 - 日豊本線・豊肥本線・久大本線の旅客貨物の運転業務ならびに検修業務を担当していた大分機関区と、客車・貨車の運用、検修、清掃業務を担当していた大分客貨車区が業務統合され大分運転所が発足。この頃、日豊本線の優等列車用にDF50形ディーゼル機関車が投入され、気動車運用とともに無煙化の兆しが現れるが、いまだに蒸気機関車は50両を越える配置数。
- 1967年（昭和42年）10月 - 日豊本線幸崎電化によりED76形電気機関車が投入され、さらに翌年にはED74形も入線。DF50形・気動車の運用と合わせ日豊本線の無煙化が進む。
- 1973年（昭和48年）5月 - 予備機として残っていたC57形が宮崎機関区に転出し、無煙化完了。（前年の豊肥本線無煙化で蒸気機関車の定期運用は消失）翌年の宮崎電化でDF50形も宮崎区に転出。
- 1987年（昭和62年）4月1日 - JR九州に移管。同社大分運転所として継承し電気機関車43両・ディーゼル機関車14両を配置。その後、豊肥本線・久大本線の運用担当部門を分離。
- 1999年（平成11年）12月1日 - 大分鉄道事業部発足[1]。（豊肥久大鉄道事業部の前身とは別）
- 2006年（平成18年）3月18日 - 車両部門が組織再編に伴い大分車両センターとなる。
- 2008年（平成20年）4月1日 - 豊肥久大鉄道事業部と統合。
- 2012年（平成24年）3月 - 豊肥久大運輸センターを大分運輸センターに統合。
- 2021年（令和3年）3月13日 - 乗務員部門が組織再編に伴い大分乗務センターとなる。
- 2022年（令和4年）4月1日 - 大分鉄道事業部廃止、支社本体に機能を統合。

## 大分車両センター
大分車両センター（おおいたしゃりょうセンター）は、大分県大分市にある九州旅客鉄道（JR九州）大分支社管轄の車両基地である。元々は同支社大分鉄道事業部の管轄であった。乗務員基地である大分乗務センターに隣接している。大分駅と下郡信号場間の回送線は豊肥本線と重複している。
大分駅を含む周辺の高架化工事の進捗に伴い、日豊本線と車両センターの間に専用の回送線が設置され、大分駅から日豊本線（中通路線）を経由して大分車両センターまでの運行も可能になった。

### 所在地
大分県大分市牧上町1番22号
- 最寄駅は牧駅

### 歴史
- 2006年（平成18年）3月18日 - 大分鉄道事業部大分運輸センターと豊肥久大鉄道事業部豊肥久大運輸センター双方の車両部門が統合され大分鉄道事業部大分車両センターとなる。
- 2016年（平成28年） - 小倉総合車両センター門司港派出の廃止に伴い、所属車両が転属。所属車両数が南福岡車両区に次ぐ規模になる。

### 配置車両の車体に記される略号
- 旅客車：「分オイ」 大分支社を意味する「分」と、大分の電報略号「オイ」から構成される。
- 機関車：「大」 大分を意味する「大」から構成される。

### 配置車両
以下は、2024年（令和6年）4月1日現在の配置車両である。
| 電車  | 気動車 | 機関車 | 客車 | 貨車 | 合計  |
| ----- | ------ | ------ | ---- | ---- | ----- |
| 226両 | 69両   | 1両    | 7両  | 0両  | 303両 |

#### 電車
- 787系 （BO編成）
  - 4両編成11本 (BO102, 103, 105, 107 - 111, 6101, 6104, 6106) の計44両が配置されている[4]。元「有明」用の車両で、2011年（平成23年）3月12日付で南福岡車両区より転属した[5]。
  - 日豊本線の特急列車のうち、「にちりん」・「ひゅうが」・「きりしま」で運用される。かつては鹿児島本線の特急列車である「川内エクスプレス」（廃止）でも運用されていた。
  - 883系からの車両変更として、4両編成、あるいは4両編成を2本つないだ8両で「ソニック」の運用に入ったことがある。
- 883系 （AO編成）
  - 7両編成8本 (AO1 - 5, 16 - 18) の計56両が配置されている[6]。
  - 日豊本線の特急列車のうち、「ソニック」で運用される。
- 415系 （FO編成）

  - 100番台の4両編成11本 (FO106, 108, 110 - 112, 117 - 120, 122, 124) 、500番台の4両編成1本 (FO520) と1500番台の4両編成14本 (FO1501・1509 - 1521) の計26編成・104両が配置されている[7]。鋼製車はFO117・520の2本を除いて延命工事施工済み。100番台・1500番台については現存する全編成が所属している[8]。
  - 1500番台は山陽本線（下関 - 門司間）、鹿児島本線（門司港 - 荒尾間）、日豊本線（小倉 - 大分間）、長崎本線（鳥栖 - 江北）、佐世保線(江北-早岐)で運用される。
  - 1501、1521編成は2020年3月14日付で[9]、1509 - 1512編成は2021年3月13日付で[10]南福岡車両区より転属されている。
  - 100番台・500番台は2022年9月23日のダイヤ改正で定期運用がなくなり[11]、2024年4月時点ですべて保留車となっている[12]。
  - 100番台・500番台は、2020年4月1日時点では、100番台ロングシート車12本 (FO103, 105, 106, 108, 110, 111, 119, 120, 122 - 124, 126) 、100番台クロスシート車7本 (FO104, 107, 109, 112, 117, 118, 125) 、500番台ロングシート車1本（FO507）の計20本が配置されていた[13]。100番台ロングシート車は2016年（平成28年）3月に小倉総合車両センターから転属した編成である[14]。
  - ロングシート車はかつて山陽本線（下関 - 門司間）、鹿児島本線（門司港 - 熊本間）、日豊本線（小倉 - 佐伯間）、福北ゆたか線（黒崎 - 直方間）、長崎本線（鳥栖 - 肥前山口間）、佐世保線（全線）の広範囲で運用された。クロスシート車は、かつて山陽本線（下関 - 門司間）、日豊本線（小倉 - 佐伯間）で運用されたが、ロングシート車の予備車が少ないため、ロングシート車の運用を代走することもあった。
  - FO520編成は2016年3月に鹿児島車両センターへ転出したが[14]、2022年3月に車両転配により復帰[15]。
  - 保留車となっていた0番台の4両編成3本 (FO1, 6, 9)[16][17]およびクハ411形1両 (325) は2013年8月から9月にかけて相次いで廃車となっている。
  - 2020年3月にFO104、2021年1月にFO507、3月にFO107・109・125が運用離脱。FO104については2020年12月に廃車回送され、2021年1月から3月にかけて廃車された[18]。JR九州所属100番台で初の廃車である。FO507は鹿児島車両センターに疎開していたが、2022年2月に廃車された[15]。FO107・109・125は門司駅に疎開していたが、いずれも2022年8月から10月にかけて廃車された[19][20]。
  - 2023年5月から9月にかけてFO103・105・123が廃車された[21]。2024年2月にFO126が廃車された[22]。

- 815系 （NO編成）
  - ワンマン運転に対応した2両編成11本 (NO016 - 022, 024 - 027) の計22両が配置されている[11]。
  - NO16・NO17編成は2005年（平成17年）3月、NO027については2016年3月に熊本車両センターより転属した車両[14]。
  - NO23編成は2024年3月16日付で熊本車両センターに転出した[23]。
  - 日豊本線（中津 - 重岡間）で運用される。

#### 気動車
当センター所属の気動車はキハ185系の一部を除いてワンマン運転に対応している。
- キハ185系

  - キハ185形0番台10両 (1 - 3, 5 - 8, 10, 15, 16)、1000番台4両 (1001, 1004, 1008, 1011) とキハ186形4両 (3, 5 - 7)、計18両が配置されている。
  - 上記のうちキハ185形0番台8両 (1 - 3, 5, 7, 10, 15, 16)、1000番台1両 (1011) は機関が換装されている[12]。
  - 特急「ゆふ」「九州横断特急」に使用される。
  - 「A列車で行こう」用の2両編成1本は、2013年3月16日付で熊本へ転属した。
- キハ125形
  - 0番台の14両 (1, 9, 10, 12, 15 - 21, 23 - 25) と、100番台の4両 (111, 113, 114, 122) の計18両が配置されている[12]。
  - 豊肥本線（大分 - 熊本間）・久大本線（大分 - 日田間）で運用される。
  - 2021年のダイヤ改正で久大本線久留米 - 日田間での定期運用がキハ200形・キハ220形に置き換えられた。
  - 当形式のみで1 - 3両編成を組むほか、キハ47系との併結ならびにキハ47系運用の代走などに充当されていた。
  - 100番台は、ロングシートが撤去されている。
  - 2015年（平成27年）に1が唐津より転属した。
- キハ200形・キハ220形
  - キハ200形は0番台+1000番台2両編成3本、0番台+5000番台2両編成1本・100番台+1100番台2両編成3本・550番台+1550番台2両編成3本の計20両が配置されている[12]。
  - 2015年3月にキハ200-13+キハ200-1013が転属。2021年3月に長崎よりキハ200-12+キハ200-1012が転属。
  - キハ220形は200番台8両・1100番台1両・1500番台4両の計13両が配置されている[12]。
  - 2021年3月ダイヤ改正によりキハ220-209・キハ220-1101が長崎から転属。2021年3月現在、当2両の車体のカラーはシーサイドライナー色である。
  - 豊肥本線（大分 - 宮地間）・久大本線（全線）と鹿児島本線（鳥栖 - 久留米間）で運用される。
  - 2018年3月のダイヤ改正までは日豊本線（亀川 - 南延岡間）でも運用されていた。

#### 機関車
- DF200形ディーゼル機関車
  - 7000番台1両 (7000) が配置されている[24]。『ななつ星 in 九州』用の専用機関車[25]で、2013年7月12日付で新製配備された。

#### 客車
- 77系客車
  - 『ななつ星in九州』の専用客車（7両）[26]が配置されている[12]。2013年8月15日付で新製配備された。

### 過去の配置車両
- 457系（JO編成）
  - 2005年10月1日時点でJO6 - 10・15の3両編成6本計18両が在籍していた。2006年（平成18年）3月31日にJO6 - 8・10は廃車。JO9・JO15編成は鹿児島車両センターに転出。2009年（平成21年）3月16日にJK9編成が、2010年（平成22年）2月8日にJK15編成は廃車回送された[27]。
- 717系（HO編成）
  - 2003年（平成15年）時点で815系と共通運用されるHO201の2両編成1本が在籍。同年10月1日に817系V012・V013編成との交換により鹿児島車両センターに転出。
- 485系（DO編成）
  - 2015年10月1日時点でDO32編成の5両編成が配置されていた。
  - 2010年12月に鹿児島総合車両所（現・鹿児島車両センター）より転入した。かつて在籍したDO2編成共々、JR九州色（赤一色）から国鉄色に塗装変更されており、DO32編成は国鉄色に変更された鹿児島のDK9編成を大分に転配させたもので、同じく国鉄色となっていた増結用中間車2両を組み込んだ上で2010年12月より5両編成として運用された。
  - 2011年4月時点では大分に28両が存在したが、全車が同年3月12日で定期運用を終了し[28]、DO2・DO32を除いて2011年度に廃車されている[29]。DO2編成は2014年（平成26年）に廃車され、DO32編成は西日本地区では唯一現役の485系として波動輸送用に残存していたが、2015年10月18日に大分駅から小倉総合車両センターへの廃車回送を兼ねた臨時団体列車をもってすべての運用を終了[30]。2016年1月にクハ481-256を除く4両が廃車された[31]。残ったクハ481-256も2016年10月2日付で廃車され[32]、同日から小倉総合車両センター構内にて静態展示されている[33]。
- 783系（CO編成）
  - 2000年3月に「ソニック」「にちりんシーガイア・ドリームにちりん」用としてCO31 - 35の5両編成5本と、増結予備車4両の計29両が南福岡車両区より転属。2001年3月のダイヤ改正で「ソニック」での運用が消滅すると共に、僅か1年足らずで全車両が南福岡に復帰した。
- 817系（VO編成）
  - 2003年8月にV012・V013の0番台2両編成2本4両筑豊篠栗鉄道事業部直方運輸センター（現・直方車両センター）から転入。2005年3月1日に815系N016・N017編成との交換により熊本鉄道事業部熊本運輸センター（現・熊本車両センター）に転出した。
- キハ28形
  - 2144の1両が2005年3月31日付で廃車。
- キハ31形
  - 2006年4月時点で6・8 - 11・23の6両が在籍していたが、同年7月のキハ220形200番台9両配置により筑豊篠栗鉄道事業部直方運輸センター（現・直方車両センター）に転出。
- キハ40形
  - 2002年（平成14年）時点で8038の1両が在籍していたが、2003年3月14日に鹿児島車両センターへ転出。
- キハ47形
  - 2022年4月1日の時点で3500番台 (3510) と、4500番台 (4509) 、8000番台 (8158) が各1両ずつの計3両が配置されていた[34]。このうち、3510と4509の2両は寒冷地仕様（2軸駆動・エアサス）車である。
  - 2023年9月23日のダイヤ改正にあわせて、上記3両すべてが佐世保車両センターに転出した。
- キハ147形
  - 2023年4月1日の時点で0番台 (53) と、1000番台 (1030) が各1両ずつ、計2両が配置されており[35]。いずれも保留車となっていた[35]。
  - 豊肥本線（大分 - 豊後竹田間）・久大本線（大分 - 日田間）で運用されていた。
  - 2021年3月のダイヤ改正により、長崎から転属してきたキハ200・キハ220に置き換えられて定期運用を離脱した。
  - 2023年11月9日付で1030が、同月17日付で53が、いずれも廃車された[36]。
- キハ58形
  - 154・569の2両が在籍。2両とも転入前の長崎では快速シーサイドライナーで運用。154はシーサイドライナー色のまま上述したキハ28 2144とともに2005年3月31日付で廃車。一方569は後述するキハ65 36とトラ70000形無蓋車3両で組成されたトロッコ列車「TORO-Q」で専用色に変更後運用されていたが、2009年11月29日の運転終了後は2010年まで国鉄急行色に復元しリバイバル列車に投入。保留車となり2013年6月5日に小倉総合車両センターへ回送され、2015年3月16日に解体[37]。
- キハ65形
  - JR四国から購入した36の1両が在籍。2013年6月24日付で廃車。車籍を有した最後のキハ65形である。
- EF81形電気機関車
  - 2009年3月14日まで山陽本線関門鉄道トンネル区間で寝台列車を牽引。
- ED76形電気機関車
  - 2009年3月14日までは寝台特急「はやぶさ」・「富士」の牽引機としても運用されていたが、同列車の廃止以後はレール輸送などの工事列車の牽引で使用されていた。
  - 保留車となっていた90 - 92の3両が2009年度に廃車され、2012年（平成24年）4月時点で配置されていた66・69・94の3両はいずれも保留車で、同年10月中に3両とも小倉総合車両センターへ廃車回送[38][39]。同年11月1日から29日にかけて順次廃車された。これによりJR九州の電気機関車が全廃。
- トラ70000形
  - 3両が配置されていた。「TORO-Q」用無蓋車。「TORO-Q」の運行終了後は保留車とされていたが、2018年（平成30年）2月から3月までに全車廃車となった。
- チキ5200形
  - 2020年4月1日時点では2両（5299・5300）が配置されていた[40]。レール輸送用長物車。（『大分駅常備』表記がされていた）
  - 2021年3月に2両とも廃車された[41]。

### 一般開放
毎年、10月下旬から11月上旬の土曜日に「トレインフェスタin大分」と題して車両センターの一部が一般開放される。
主に以下の内容である（年によって変わる場合がある）
- 車両展示・車内開放（主に当センター所属車両）
- 出店
- 駅弁販売
- ステージイベント
- 車両部品販売（行われない年もある）

2009年に行われた際は14系寝台車（熊本車両センター所属）の展示、車内開放が行われた。
車両展示は国鉄時代に製造された車両がメインとなる傾向にある。
例年、アクセス列車として、基本的に当センター所属の気動車2両+キハ185系の3両を熊本車両センター所属のDE10形機関車2両で挟み、専用のヘッドマークを付けた、「がちゃ列車」と呼ばれる団体列車を杵築・大分 - 下郡信号場 - 大分車両センター留置線間で運行している。気動車にはキハ40形、キハ47形、キハ147形、キハ31形、キハ125形の中から2両が選ばれる。その他アクセス列車は、キハ185系(ゆふ編成)、キハ183系(あそぼーい！)、キハ200形、787系(BO編成)でも行われたことがある。2021年度は団体列車として787系36ぷらす3が展示を兼ね博多-大分車両センター間で運転された。

## 大分乗務センター
大分乗務センター（おおいたじょうむセンター）とは、大分県大分市にあるJR九州大分支社管轄の乗務員基地であり、元々は同支社大分鉄道事業部の管轄であった。2021年3月13日のダイヤ改正より、乗務員基地である「大分運輸センター」と車掌基地である「大分車掌センター」が統合されて発足した。
大分運輸センターには、大分電車区を前身とする車両部門も存在していたが、大分駅付近の高架化工事の準備に伴い、隣接地に移転した豊肥久大鉄道事業部豊肥久大運輸センター（旧・大分運転所）と統合され、新たに大分車両センターとなった。

### 所在地
大分県大分市要町1-1 最寄駅は大分駅

### 歴史
- 2006年（平成18年）3月18日 - 車両部門が豊肥久大鉄道事業部豊肥久大運輸センターと統合され大分鉄道事業部大分車両センターとなる。
- 2012年（平成24年）3月 - 運転士部門が豊肥久大運輸センターと統合され大分鉄道事業部大分運輸センターに一本化される。
- 2021年（令和3年）3月13日 - 車掌部門の大分車掌センターを統合、大分乗務センターが発足。

### 乗務区間
運転士
- 電車部門
  - 日豊本線：小倉 - 延岡間

- 気動車部門
  - 日豊本線：小倉 - 南延岡間
  - 豊肥本線：大分 - 阿蘇間
  - 久大本線：大分 - 日田間

車掌
- 普通列車 
  - 日豊本線：小倉 - 大分 - 佐伯間
  - 久大本線：大分 - 由布院間
  - 豊肥本線：大分 - 豊後竹田間
    - 普通列車は、大分駅を基点に3両編成以上の車両の乗務を原則担当する。主にワンマン運転のため、朝夕ラッシュ時間帯の列車に乗務することが多い。

- 優等列車
  - 特急「ソニック」：博多 - 大分・佐伯間
  - 特急「にちりん／にちりんシーガイア」：小倉・中津・大分 - 宮崎・南宮崎・宮崎空港間
  - 特急「ゆふ／ゆふいんの森」：別府・大分・由布院 - 博多間 ※多客期の3両以上の時のみ乗務
  - 特急「九州横断特急」：別府・大分 - 熊本間 ※多客期の3両以上の時のみ乗務

## 豊肥久大運輸センター
大分鉄道事業部豊肥久大運輸センター（おおいたてつどうじぎょうぶほうひきゅうだいうんゆセンター）とは、かつて存在した、大分県大分市にある九州旅客鉄道（JR九州）大分支社大分鉄道事業部管轄の運転士基地である。大分駅構内にあった車両基地部門は大分駅高架化の準備に伴い、日豊本線牧駅に隣接する大分運輸センターの車両基地部門と統合され、新たに大分鉄道事業部大分車両センターとなった。さらに、2012年3月に残る運転士部門も大分鉄道事業部大分運輸センターに統合された。

### 所在地
大分県大分市要町1-1 最寄駅は大分駅

## 設備保全区所（保線・電気）
- 大分工務センター
- 佐伯工務センター
- 杵築工務センター
- 中津工務センター